# Гончарів (Львівський район)
Гончарі́в —  село в Україні, у Львівському районі Львівської області. Населення становить 87 осіб. Орган місцевого самоврядування - Ланівська сільська рада.